# Kirumba
Kirumba este un oraș în  provincia Nord-Kivu, Republica Democrată Congo. În 2012 avea o populație de 36 939 de locuitori, iar în 2004 avea 30 059.